# 531 Zerlina
Az 531 Zerlina egy a Naprendszer kisbolygói közül, amit Max Wolf fedezett fel 1904. április 12-én.